# Dávid Hancko
Dávid Hancko (Prievidza, 13 dicembre 1997) è un calciatore slovacco, difensore dell'Atlético Madrid e della nazionale slovacca.

## Caratteristiche tecniche
Difensore centrale di piede mancino, può essere schierato anche come terzino. Per le sue caratteristiche è stato paragonato a Paolo Maldini. È bravo sia in fase di spinta che in marcatura. Giocatore molto fisico, è abile nei colpi di testa.

## Carriera

### Club

#### Gli inizi, Fiorentina
Dal 2015 al 2018 milita tra le file dello Zilina, in Slovacchia, squadra con cui nel 2017 conquista il titolo.
Il 14 giugno 2018 passa alla Fiorentina a titolo definitivo per 3,5 milioni di euro più bonus. Esordisce in maglia viola il 22 settembre 2018, nella partita casalinga vinta con la Spal per 3-0, subentrando a Cristiano Biraghi ad inizio secondo tempo. A fine stagione, chiude la sua esperienza viola raccogliendo soltanto 5 presenze.

#### Sparta Praga e Feyenoord
Il 3 agosto 2019 viene ceduto in prestito allo Sparta Praga. Dopo due anni di prestito, in cui colleziona 53 presenze e 10 reti in tutte le competizioni, il 6 giugno 2021 viene riscattato a titolo definitivo dal club della capitale ceca.
Il 22 agosto 2022 viene acquistato dal Feyenoord. Nella stagione 2022-2023 segna 2 goal e 4 assist in campionato contribuendo alla vittoria dell'Eredivisie. Torna protagonista la stagione successiva con 7 goal e 3 assist in stagione, contribuendo alla vittoria della coppa olandese. Chiude la sua esperienza olandese dopo tre stagioni, collezionando complessivamente 140 presenze e 15 reti.

#### Atletico Madrid
Il 23 luglio 2025 ha trovato l'accordo per trasferirsi all'Atlético Madrid, da cui è stato acquistato a titolo definitivo il giorno successivo dopo il superamento delle visite mediche.

### Nazionale
Ha giocato nelle nazionali giovanili slovacche Under-19 ed Under-21.
Nel 2018 ha esordito nella nazionale maggiore slovacca.

## Statistiche

### Presenze e reti nei club
Statistiche aggiornate al 30 giugno 2025.
| Stagione            | Squadra             | Campionato          | Campionato | Campionato | Coppe nazionali | Coppe nazionali | Coppe nazionali | Coppe continentali | Coppe continentali | Coppe continentali | Altre coppe | Altre coppe | Altre coppe | Totali | Totali |
| Stagione            | Squadra             | Comp                | Pres       | Reti       | Comp            | Pres            | Reti            | Comp               | Pres               | Reti               | Comp        | Pres        | Reti        | Pres   | Reti   |
| ------------------- | ------------------- | ------------------- | ---------- | ---------- | --------------- | --------------- | --------------- | ------------------ | ------------------ | ------------------ | ----------- | ----------- | ----------- | ------ | ------ |
| 2015-2016           | Žilina              | SL                  | 5          | 0          | CS              | 1               | 0               | -                  | -                  | -                  | -           | -           | -           | 6      | 0      |
| 2016-2017           | Žilina              | SL                  | 3          | 0          | CS              | 1               | 0               | -                  | -                  | -                  | -           | -           | -           | 4      | 0      |
| 2017-2018           | Žilina              | SL                  | 17+10      | 2+1        | CS              | 3               | 1               | UCL                | 0                  | 0                  | -           | -           | -           | 30     | 4      |
| Totale Žilina       | Totale Žilina       | Totale Žilina       | 25+10      | 2+1        |                 | 5               | 1               |                    | 0                  | 0                  |             | -           | -           | 40     | 4      |
| 2018-2019           | Fiorentina          | A                   | 5          | 0          | CI              | 0               | 0               | -                  | -                  | -                  | -           | -           | -           | 5      | 0      |
| 2019-2020           | Sparta Praga        | 1L                  | 15+4       | 1+1        | CC              | 4               | 1               | UEL                | 2                  | 0                  | -           | -           | -           | 25     | 3      |
| 2020-2021           | Sparta Praga        | 1L                  | 24         | 5          | CC              | 2               | 1               | UEL                | 2                  | 1                  | -           | -           | -           | 28     | 7      |
| 2021-2022           | Sparta Praga        | 1L                  | 25+5       | 5+2        | CC              | 2               | 1               | UCL+UEL+UECL       | 4+6+2              | 0+2+0              | -           | -           | -           | 44     | 10     |
| lug.-ago. 2022      | Sparta Praga        | 1L                  | 3          | 0          | CC              | 0               | 0               | UECL               | 2                  | 0                  | -           | -           | -           | 5      | 0      |
| Totale Sparta Praga | Totale Sparta Praga | Totale Sparta Praga | 67+9       | 11+3       |                 | 8               | 3               |                    | 18                 | 3                  |             | -           | -           | 102    | 20     |
| ago. 2022-2023      | Feyenoord           | ED                  | 31         | 2          | CO              | 4               | 0               | UEL                | 10                 | 2                  | -           | -           | -           | 45     | 4      |
| 2023-2024           | Feyenoord           | ED                  | 34         | 5          | CO              | 5               | 1               | UCL+UEL            | 6+2                | 1+0                | SO          | 1           | 0           | 48     | 7      |
| 2024-2025           | Feyenoord           | ED                  | 32         | 3          | CO              | 2               | 0               | UCL                | 12                 | 1                  | SO          | 1           | 0           | 47     | 4      |
| Totale Feyenoord    | Totale Feyenoord    | Totale Feyenoord    | 97         | 10         |                 | 11              | 1               |                    | 30                 | 4                  |             | 2           | 0           | 140    | 15     |
| Totale carriera     | Totale carriera     | Totale carriera     | 213        | 27         |                 | 24              | 5               |                    | 48                 | 7                  |             | 2           | 0           | 287    | 39     |

### Cronologia presenze e reti in nazionale
| Cronologia completa delle presenze e delle reti in nazionale ― Slovacchia | Cronologia completa delle presenze e delle reti in nazionale ― Slovacchia | Cronologia completa delle presenze e delle reti in nazionale ― Slovacchia | Cronologia completa delle presenze e delle reti in nazionale ― Slovacchia | Cronologia completa delle presenze e delle reti in nazionale ― Slovacchia | Cronologia completa delle presenze e delle reti in nazionale ― Slovacchia | Cronologia completa delle presenze e delle reti in nazionale ― Slovacchia | Cronologia completa delle presenze e delle reti in nazionale ― Slovacchia |
| Data                                                                      | Città                                                                     | In casa                                                                   | Risultato                                                                 | Ospiti                                                                    | Competizione                                                              | Reti                                                                      | Note                                                                      |
| ------------------------------------------------------------------------- | ------------------------------------------------------------------------- | ------------------------------------------------------------------------- | ------------------------------------------------------------------------- | ------------------------------------------------------------------------- | ------------------------------------------------------------------------- | ------------------------------------------------------------------------- | ------------------------------------------------------------------------- |
| 13-10-2018                                                                | Trnava                                                                    | Slovacchia                                                                | 1 – 2                                                                     | Rep. Ceca                                                                 | UEFA Nations League 2018-2019 - 1º turno                                  | -                                                                         | 80’                                                                       |
| 16-10-2018                                                                | Solna                                                                     | Svezia                                                                    | 1 – 1                                                                     | Slovacchia                                                                | Amichevole                                                                | -                                                                         |                                                                           |
| 16-11-2018                                                                | Trnava                                                                    | Slovacchia                                                                | 4 – 1                                                                     | Ucraina                                                                   | UEFA Nations League 2018-2019 - 1º turno                                  | -                                                                         |                                                                           |
| 19-11-2018                                                                | Praga                                                                     | Rep. Ceca                                                                 | 1 – 0                                                                     | Slovacchia                                                                | UEFA Nations League 2018-2019 - 1º turno                                  | -                                                                         |                                                                           |
| 21-3-2019                                                                 | Trnava                                                                    | Slovacchia                                                                | 2 – 0                                                                     | Ungheria                                                                  | Qual. Euro 2020                                                           | -                                                                         |                                                                           |
| 24-3-2019                                                                 | Cardiff                                                                   | Galles                                                                    | 1 – 0                                                                     | Slovacchia                                                                | Qual. Euro 2020                                                           | -                                                                         |                                                                           |
| 11-6-2019                                                                 | Baku                                                                      | Azerbaigian                                                               | 1 – 5                                                                     | Slovacchia                                                                | Qual. Euro 2020                                                           | 1                                                                         |                                                                           |
| 6-9-2019                                                                  | Bratislava                                                                | Slovacchia                                                                | 0 – 4                                                                     | Croazia                                                                   | Qual. Euro 2020                                                           | -                                                                         |                                                                           |
| 9-9-2019                                                                  | Budapest                                                                  | Ungheria                                                                  | 1 – 2                                                                     | Slovacchia                                                                | Qual. Euro 2020                                                           | -                                                                         |                                                                           |
| 10-10-2019                                                                | Trnava                                                                    | Slovacchia                                                                | 1 – 1                                                                     | Galles                                                                    | Qual. Euro 2020                                                           | -                                                                         |                                                                           |
| 16-11-2019                                                                | Fiume                                                                     | Croazia                                                                   | 3 – 1                                                                     | Slovacchia                                                                | Qual. Euro 2020                                                           | -                                                                         |                                                                           |
| 19-11-2019                                                                | Trnava                                                                    | Slovacchia                                                                | 2 – 0                                                                     | Azerbaigian                                                               | Qual. Euro 2020                                                           | -                                                                         |                                                                           |
| 24-3-2021                                                                 | Nicosia                                                                   | Cipro                                                                     | 0 – 0                                                                     | Slovacchia                                                                | Qual. Mondiali 2022                                                       | -                                                                         |                                                                           |
| 27-3-2021                                                                 | Trnava                                                                    | Slovacchia                                                                | 2 – 2                                                                     | Malta                                                                     | Qual. Mondiali 2022                                                       | -                                                                         | 39’                                                                       |
| 18-6-2021                                                                 | San Pietroburgo                                                           | Svezia                                                                    | 1 – 0                                                                     | Slovacchia                                                                | Euro 2020 - 1º turno                                                      | -                                                                         | 84’                                                                       |
| 4-9-2021                                                                  | Bratislava                                                                | Slovacchia                                                                | 0 – 1                                                                     | Croazia                                                                   | Qual. Mondiali 2022                                                       | -                                                                         |                                                                           |
| 7-9-2021                                                                  | Bratislava                                                                | Slovacchia                                                                | 2 – 0                                                                     | Cipro                                                                     | Qual. Mondiali 2022                                                       | -                                                                         |                                                                           |
| 8-10-2021                                                                 | Kazan'                                                                    | Russia                                                                    | 1 – 0                                                                     | Slovacchia                                                                | Qual. Mondiali 2022                                                       | -                                                                         |                                                                           |
| 11-10-2021                                                                | Osijek                                                                    | Croazia                                                                   | 2 – 2                                                                     | Slovacchia                                                                | Qual. Mondiali 2022                                                       | -                                                                         | 89’                                                                       |
| 14-11-2021                                                                | Ta' Qali                                                                  | Malta                                                                     | 0 – 6                                                                     | Slovacchia                                                                | Qual. Mondiali 2022                                                       | -                                                                         | 70’                                                                       |
| 25-3-2022                                                                 | Oslo                                                                      | Norvegia                                                                  | 2 – 0                                                                     | Slovacchia                                                                | Amichevole                                                                | -                                                                         |                                                                           |
| 29-3-2022                                                                 | Murcia                                                                    | Finlandia                                                                 | 0 – 2                                                                     | Slovacchia                                                                | Amichevole                                                                | -                                                                         | 46’                                                                       |
| 22-9-2022                                                                 | Trnava                                                                    | Slovacchia                                                                | 1 – 2                                                                     | Azerbaigian                                                               | UEFA Nations League 2022-2023 - 1º turno                                  | -                                                                         |                                                                           |
| 25-9-2022                                                                 | Bačka Topola                                                              | Slovacchia                                                                | 1 – 1                                                                     | Bielorussia                                                               | UEFA Nations League 2022-2023 - 1º turno                                  | -                                                                         |                                                                           |
| 17-11-2022                                                                | Podgorica                                                                 | Montenegro                                                                | 2 – 2                                                                     | Slovacchia                                                                | Amichevole                                                                | 1                                                                         |                                                                           |
| 23-3-2023                                                                 | Trnava                                                                    | Slovacchia                                                                | 0 – 0                                                                     | Lussemburgo                                                               | Qual. Euro 2024                                                           | -                                                                         |                                                                           |
| 26-3-2023                                                                 | Bratislava                                                                | Slovacchia                                                                | 2 – 0                                                                     | Bosnia ed Erzegovina                                                      | Qual. Euro 2024                                                           | -                                                                         |                                                                           |
| 17-6-2023                                                                 | Reykjavík                                                                 | Islanda                                                                   | 1 – 2                                                                     | Slovacchia                                                                | Qual. Euro 2024                                                           | -                                                                         |                                                                           |
| 20-6-2023                                                                 | Vaduz                                                                     | Liechtenstein                                                             | 0 – 1                                                                     | Slovacchia                                                                | Qual. Euro 2024                                                           | -                                                                         |                                                                           |
| 8-9-2023                                                                  | Bratislava                                                                | Slovacchia                                                                | 0 – 1                                                                     | Portogallo                                                                | Qual. Euro 2024                                                           | -                                                                         |                                                                           |
| 11-9-2023                                                                 | Bratislava                                                                | Slovacchia                                                                | 3 – 0                                                                     | Liechtenstein                                                             | Qual. Euro 2024                                                           | 1                                                                         | 86’                                                                       |
| 13-10-2023                                                                | Porto                                                                     | Portogallo                                                                | 3 – 2                                                                     | Slovacchia                                                                | Qual. Euro 2024                                                           | 1                                                                         |                                                                           |
| 16-10-2023                                                                | Lussemburgo                                                               | Lussemburgo                                                               | 0 – 1                                                                     | Slovacchia                                                                | Qual. Euro 2024                                                           | -                                                                         |                                                                           |
| 16-11-2023                                                                | Bratislava                                                                | Slovacchia                                                                | 4 – 2                                                                     | Islanda                                                                   | Qual. Euro 2024                                                           | -                                                                         |                                                                           |
| 19-11-2023                                                                | Zenica                                                                    | Bosnia ed Erzegovina                                                      | 1 – 2                                                                     | Slovacchia                                                                | Qual. Euro 2024                                                           | -                                                                         |                                                                           |
| 23-3-2024                                                                 | Bratislava                                                                | Slovacchia                                                                | 0 – 2                                                                     | Austria                                                                   | Amichevole                                                                | -                                                                         |                                                                           |
| 26-3-2024                                                                 | Oslo                                                                      | Norvegia                                                                  | 1 – 1                                                                     | Slovacchia                                                                | Amichevole                                                                | -                                                                         | 46’                                                                       |
| 9-6-2024                                                                  | Trnava                                                                    | Slovacchia                                                                | 4 – 0                                                                     | Galles                                                                    | Amichevole                                                                | -                                                                         | 71’                                                                       |
| 17-6-2024                                                                 | Francoforte sul Meno                                                      | Belgio                                                                    | 0 – 1                                                                     | Slovacchia                                                                | Euro 2024 - 1º turno                                                      | -                                                                         |                                                                           |
| 21-6-2024                                                                 | Düsseldorf                                                                | Slovacchia                                                                | 1 – 2                                                                     | Ucraina                                                                   | Euro 2024 - 1º turno                                                      | -                                                                         | 67’                                                                       |
| 26-6-2024                                                                 | Francoforte sul Meno                                                      | Slovacchia                                                                | 1 – 1                                                                     | Romania                                                                   | Euro 2024 - 1º turno                                                      | -                                                                         |                                                                           |
| 30-6-2024                                                                 | Gelsenkirchen                                                             | Inghilterra                                                               | 2 – 1 dts                                                                 | Slovacchia                                                                | Euro 2024 - Ottavi di finale                                              | -                                                                         |                                                                           |
| 5-9-2024                                                                  | Tallinn                                                                   | Estonia                                                                   | 0 – 1                                                                     | Slovacchia                                                                | UEFA Nations League 2024-2025 - 1º turno                                  | -                                                                         | 90+5’                                                                     |
| 8-9-2024                                                                  | Košice                                                                    | Slovacchia                                                                | 2 – 0                                                                     | Azerbaigian                                                               | UEFA Nations League 2024-2025 - 1º turno                                  | -                                                                         | 90’                                                                       |
| 11-10-2024                                                                | Bratislava                                                                | Slovacchia                                                                | 2 – 2                                                                     | Svezia                                                                    | UEFA Nations League 2024-2025 - 1º turno                                  | -                                                                         |                                                                           |
| 14-10-2024                                                                | Baku                                                                      | Azerbaigian                                                               | 1 – 3                                                                     | Slovacchia                                                                | UEFA Nations League 2024-2025 - 1º turno                                  | -                                                                         |                                                                           |
| 16-11-2024                                                                | Solna                                                                     | Svezia                                                                    | 2 – 1                                                                     | Slovacchia                                                                | UEFA Nations League 2024-2025 - 1º turno                                  | 1                                                                         |                                                                           |
| 19-11-2024                                                                | Bratislava                                                                | Slovacchia                                                                | 1 – 0                                                                     | Estonia                                                                   | UEFA Nations League 2024-2025 - 1º turno                                  | -                                                                         |                                                                           |
| 20-3-2025                                                                 | Bratislava                                                                | Slovacchia                                                                | 0 – 0                                                                     | Slovenia                                                                  | UEFA Nations League 2024-2025 - Play-off                                  | -                                                                         |                                                                           |
| 23-3-2025                                                                 | Lubiana                                                                   | Slovenia                                                                  | 1 – 0 dts                                                                 | Slovacchia                                                                | UEFA Nations League 2024-2025 - Play-off                                  | -                                                                         |                                                                           |
| 7-6-2025                                                                  | Candia                                                                    | Grecia                                                                    | 4 – 1                                                                     | Slovacchia                                                                | Amichevole                                                                | 1                                                                         |                                                                           |
| 10-6-2025                                                                 | Debrecen                                                                  | Israele                                                                   | 1 – 0                                                                     | Slovacchia                                                                | Amichevole                                                                | -                                                                         |                                                                           |
| Totale                                                                    |                                                                           | Presenze                                                                  | 52                                                                        |                                                                           | Reti                                                                      | 6                                                                         |                                                                           |

## Palmarès

### Club

#### Competizioni nazionali
- Campionato slovacco: 1

Žilina: 2016-2017
- Coppa della Repubblica Ceca: 1

Sparta Praga: 2019-2020
- Campionato olandese: 1

Feyenoord: 2022-2023
- Coppa dei Paesi Bassi: 1

Feyenoord: 2023-2024
- Supercoppa dei Paesi Bassi: 1

Feyenoord: 2024